# Opel 33/60 PS
Der Opel 33/60 PS war ein Pkw der Oberklasse, den die Adam Opel KG nur im Jahre 1908 baute.

## Geschichte und Technik
Der 33/60 PS war das stärkste Modell in der damaligen Opel-Modellpalette, stärker noch als der zeitgenössische 29/50 PS.
Der 33/60 PS hatte einen seitengesteuerten Vierzylinder-Blockmotor mit T-Kopf und 8620 cm³ Hubraum (Bohrung × Hub = 140 mm  140 mm), der 60 PS (44 kW) bei 1500/min leistete. Der Motor war wassergekühlt; für den Kühlwasserumlauf sorgte eine Zentrifugalpumpe. Die Motorleistung wurde über eine Metallkonuskupplung, ein manuelles Vierganggetriebe und eine Kardanwelle an die Hinterachse weitergeleitet.
Der Stahlblech-U-Profilrahmen war mit zwei Radständen erhältlich, 3240 mm und 3700 mm. An ihm waren die beiden Starrachsen an halbelliptischen Längsblattfedern aufgehängt. Die Betriebsbremse war eine Innenbackenbremse, die auf die Ausgangswelle des Getriebes wirkte. Die Handbremse war als Trommelbremse an den Hinterrädern ausgeführt.
Der Wagen war als viersitziger Doppelphaeton, als viertürige Pullman-Limousine oder als ebensolches Landaulet erhältlich. Die billigste Variante (Doppelphaeton) kostete 16.500 RM, andere Versionen bis zu 22.000 RM.
Die Fertigung des 33/60 PS wurde Ende 1908 eingestellt. Nachfolger wurde im Folgejahr der 35/60 PS.